# Weilersteußlingen
Weilersteußlingen ist ein Ortsteil der Gemeinde Allmendingen im Alb-Donau-Kreis in Baden-Württemberg. Im Zuge der Gemeindegebietsreform in Baden-Württemberg wurde am 1. Januar 1974 die Gemeinde Weilersteußlingen mit dem Weiler Ermelau zu Allmendingen eingemeindet.
Das Dorf auf den Lutherischen Bergen liegt circa zweieinhalb Kilometer nördlich von Allmendingen. Weilersteußlingen ist über die Kreisstraße 7341 zu erreichen.

## Geschichte
Weilersteußlingen wird 1192 erstmals urkundlich erwähnt. Das Dorf, welches mit dem Weiler Ermelau eine Markungsgemeinschaft hatte, wurde bis ins 19. Jahrhundert hinein gewöhnlich nur Weiler genannt. Der Ort wurde nach 1270 württembergisches Lehen der Freiherren von Freyberg und Teil der Herrschaft Steußlingen. Nach dem Heimfall des Lehens im Jahr 1581 kam der Ort unter unmittelbare württembergische Herrschaft. Er wurde 1806 dem Oberamt Steußlingen und 1810 dem Oberamt Ehingen zugeteilt.
Weilersteußlingen mit Ermelau war der kleinste Ort der Herrschaft Steußlingen auf den Lutherischen Bergen nach Ennahofen und Grötzingen.